# Compressidentalium lardum
Compressidentalium lardum är en blötdjursart som först beskrevs av Barnard 1963.  Compressidentalium lardum ingår i släktet Compressidentalium och familjen Dentaliidae. Inga underarter finns listade i Catalogue of Life.